# ديفيد ماسون (قاتل متسلسل)
ديفيد ماسون (بالإنجليزية: David Mason) هو قاتل متسلسل أمريكي، ولد في 2 ديسمبر 1956 في جورجيا في الولايات المتحدة، وتوفي في 24 أغسطس 1993 في سجن سان كوينتن في الولايات المتحدة بسبب غرف الغاز واختناق.